# Lasionycta uniformis
Lasionycta uniformis là một loài bướm đêm thuộc họ Noctuidae. Nó phân bố rộng rãi ở vùng núi phía tây Bắc Mỹ. Nó xuất hiện ở phía nam Yukon đến phía bắc California và Colorado, với một số lượng cô lập ở đông Quebec.

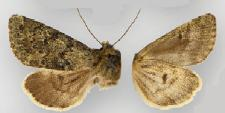
Lasionycta uniformis handfieldi

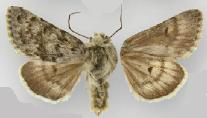
Lasionycta uniformis shasta

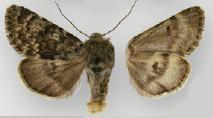
Lasionycta uniformis fusca

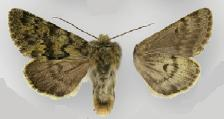
Lasionycta uniformis multicolor

Con trưởng thành bay từ đầu tháng 7 to cuối tháng 8.

## Phụ loài
- Lasionycta uniformis uniformis (Rocky Mountains và dãy núi Purcell tây nam British Columbia về phía bắc đến đông bắc British Columbia)
- Lasionycta uniformis multicolor (từ Montana Mountain ở tây nam Yukon, phía nam ở rặng núi duyên hải British Columbia đến dãy Cascades phía nam Washington)
- Lasionycta uniformis fusca (từ trung Colorado và bắc Utah đến cao nguyên Beartooth đến biên giới Wyoming-Montana)
- Lasionycta uniformis shasta (ở núi Shasta ở dãy núi Cascade ở phía bắc California)
- Lasionycta uniformis handfieldi (núi Albert ở bán đảo Gaspé của Quebec)